# 6436 Coco
6436 Coco (1985 JX1) là một tiểu hành tinh vành đai chính được phát hiện ngày 13 tháng 5 năm 1985 bởi Carolyn Shoemaker ở Đài thiên văn Palomar.